# Ibrahim I
Ibrahim I (ur. 5 listopada 1615, zm. 18 sierpnia 1648) – sułtan z dynastii Osmanów od 1640 r. do śmierci, syn Ahmeda I i Kösem, brat Osmana II i Murada IV, ojciec Mehmeda IV, Sulejmana II i Ahmeda II.

## Życiorys
W krwawych pałacowych rozgrywkach Ibrahim I zdołał przeżyć dzięki temu, iż uważany był za człowieka niegroźnego pod względem politycznym, zaś kiedy w końcu Murad IV wydał wyrok śmierci na niego, sam zmarł przed jego wykonaniem.To spowodowało, że Ibrahim zachował życie i mógł objąć tron po znienawidzonym przez siebie bracie.
Brak zdolności politycznych nowego sułtana doprowadził do utraty w 1646 Tenedosu po tym, jak sam wszczął wojnę z Wenecją o Kretę. Charakteryzowała go natomiast wysoka skłonność do okrucieństwa i wyuzdania seksualnego. Według relacji jednego z kronikarzy dopuszczał się gwałtów na dziewicach sprowadzanych z jego rozkazu do pałacowego ogrodu, po czym na skutek zakochania się w „Kostce Cukru” (nazywanej tak przez niego korpulentnej kochance) kazał wymordować liczący 280 kobiet harem w celu uśmierzenia zazdrości swej konkubiny. Związane w worku ofiary utopiono w rzece.
Niepoczytalność Ibrahima I doprowadziła w końcu do siłowego obalenia jego rządów. Ocalała z rzezi kobieta opowiedziała o mordzie poddanym sułtana, a ten został zamknięty w klatce i uduszony za pomocą cięciwy z łuku.

## Dzieci
- Turhan Hatice – Sultan Mehmed, Beyhan Sultan, Gevherhan Sultan
- Hatice Muazzez – Sultan Ahmed, Fatma Sultan
- Saliha Dilaşub – Sultan Sulejman, Ummugulsum Sultan, Ayse Sultan
- Telli Hümasah – Sehzade Orhan
- Leyla Saçbagli – Sehzade Selim, Atike Sultan, Bican Sultan
- Mahienver – Sehzade Osman
- Ayşe – Sehzade Murad